# Rob van der Kaay
Rob van der Kaay (Tilburg, 10 juli 1966) is een Nederlandse voetbaltrainer en voormalig voetballer.
Van der Kaay speelde als middenvelder voor onder meer Willem II, RKC, Helmond Sport, Antwerp FC en VVV. Na zijn actieve voetballoopbaan is hij werkzaam geweest als trainer bij achtereenvolgens SV Triborgh, TSV Gudok, RKSV Oisterwijk en SC Olympus.

## Profstatistieken
| Seizoen | Club          | Land      | Competitie     | Duels | Goals |
| ------- | ------------- | --------- | -------------- | ----- | ----- |
| 1984/85 | Willem II     | Nederland | Eerste divisie | 3     | 0     |
| 1986/87 | RKC           | Nederland | Eerste divisie | 34    | 5     |
| 1987/88 | RKC           | Nederland | Eerste divisie | 32    | 9     |
| 1988/89 | Helmond Sport | Nederland | Eerste divisie | 19    | 3     |
| 1989/90 | Antwerp FC    | België    | Eerste klasse  | 0     | 0     |
| 1990/91 | Antwerp FC    | België    | Eerste klasse  | 1     | 0     |
| 1991/92 | VVV           | Nederland | Eredivisie     | 17    | 3     |
| Totaal  | Totaal        | Totaal    | Totaal         | 106   | 17    |